# José Saramago
José Saramago (Azinhaga, Portugália, 1922. november 16. – Lanzarote, Kanári-szigetek, Spanyolország, 2010. június 18.) irodalmi Nobel-díjas portugál prózaíró, költő.
Azon portugál írónemzedékhez (Lídia Jorge, António Lobo Antunes) tartozott, amely a latin-amerikai irodalomtól eltanulta a mágikus realizmust, s a posztmodern irodalom elemeit is beépítette műveibe.

## Életpályája
1922-ben született Azinhagában, egy kis portugál faluban. 1924-ben családja a szegénység elől Lisszabonba költözött. Géplakatosnak tanult egy szakiskolában, ahol kiváló irodalmi oktatás folyt. 1939-től egy kórházban géplakatosként dolgozott, de irodalmi érdeklődése egyre erősödött, a portugál történelem foglalkoztatta. 1944-ben megházasodott, egy lánya született. Az 1950-es évek közepétől értelmiségi körök közelébe kerülve kiadóknál kéziratok lektoraként dolgozott, kezdett maga is írogatni, eleinte verseket, cikkeket, krónikákat, majd regényeket, amelyek által híres lett.
1969-ben tagja lett a portugál kommunista pártnak, társadalmi funkciókat vállalt, minisztériumban dolgozott, majd lapigazgató lett a Diário de Notícias című napilapnál, ahonnan 1975-ben elbocsátották. 1976-tól kizárólag fordításból élt, és sorra jelentette meg saját műveit. A világban sokat utazott, előadásokat tartott.
1988-ban nősült másodszor, egy spanyol újságírónőt vett feleségül. 1993-ban elhagyta Portugáliát, mert a parlament tiltakozása miatt nem kaphatta meg az Európai Irodalmi Díjat. A Kanári-szigetekhez tartozó Lanzarotén telepedett le, ahol haláláig élt. 1998-ban megkapta az irodalmi Nobel-díjat.

## Művészete
1977-ben írta saját bevallása szerint regénykísérletét, a Festészeti és szépírási kézikönyv (Manual de Pintura e Caligrafi) című alkotását. E regénye első megjelenésekor nem keltett feltűnést, de később nagyon fontossá vált, mivel az író bemutatja, hogyan lesz egy emberből művész, milyen eszközök segítségével dolgozik a festő és az író. Valójában saját íróvá válásának naplója e mű, ezáltal bepillantást nyerünk a szerző műhelyébe, az írói technikák elsajátításainak titkaiba.
1980-ban megjelent Fölemelkedve a földről (Levantado do Chão) című regényéért megkapta Lisszabon Város Díját. Ezzel a regénnyel kezdődött meg Saramago úgynevezett történelmiregény-ciklusa, de nem a műfaj hagyományos nyomdokain haladt. Történelmi regényeit úgy írta, hogy kiválasztotta a portugál történelem egy-egy jeles eseményét, s nem a múlt, hanem saját kora szemszögéből tekintett vissza a múltba. Idézett regényében a 20. század első felének alentejói parasztmozgalmait jeleníti meg ezzel a módszerrel.
Az 1981-es Utazás Portugálián át (Viagem a Portugal) lírai útinapló hazájáról. 1982-ben megjelent  A kolostor regénye (Memorial do Convento) című művével vált igazán híressé. Ebben a 18. század elejének nagy építkezését, a mafrai kolostor felépítésének eseményeit eleveníti fel. (A mafrai kolostor költséges építkezése érdekében mozgósították az egész országot, és tömegeket sodortak a nyomor határára.)
1984-ben a Ricardo Reis halálának éve (O Ano da Morte de Ricardo Reis) című regényéért a portugáliai P.E.N. Club díját kapta. E regényében Portugália 1936-os esztendejére tekint vissza. Történelmiregény-ciklusának utolsó, legjelesebb műve 1989-ben jelent meg Lisszabon ostromának históriája (História do Cerco de Lisboa) címen. Ez a portugál nemzeti öntudat ébredése időszakának is tekinthető 1147-es esztendőt idézi fel, amikor a portugálok önerejükből visszafoglalták Lisszabont a móroktól.
Művei gyakran az utópia és a fantasztikum határán mozognak. Ennek tipikus példája a Kőtutaj (Jangada de Pedra) című történet 1986-ból, amely az Ibériai-félszigetet ábrázolja csodás események közepette. Az Ibériai-félsziget leválik az európai kontinensről, s mintegy történelmi küldetést teljesítve tovaúszik az Atlanti-óceánon, hogy a híd szerepét töltse be az ó- és a portugálok által felfedezett új világ között. A csodás elemek Samarago minden művében fontos szerepet kapnak, általuk mintegy tiltakozni látszik a hagyományos történelemfelfogás ellen.
1991-ben Jézus élettörténetének újraírásával (Jézus Krisztus evangéliuma, O Evangelho Segundo Jesus Cristo) különösen jó lehetőséget teremtett magának az író a csodás elemek megjelenítésére. Ugyanez vonatkozik 1995-ben megjelent Vakság (Ensaio sobre a Cegueira) című művére, amelyben azt ábrázolja, hogy egy különleges kór az embereket megfosztja látóképességüktől, s az addig ismert utat elveszítve nyomorúságos körülmények közt vegetálnak a világban. (E művét Don McKellar forgatókönyve alapján, azonos címmel Fernando Meirelles filmesítette meg; a művet 2008-ban mutatták be.) 2002-ben megjelent Embermás (O Homem Duplicado) című regénye a klónozott emberek világába vezeti be az olvasót.

## Politikai nézetei
Emberközpontú, szubverzív nézetei a társadalmi berendezkedésről sok ellenzőre találtak[pontosabban?] hivatalos körökben. Nem javított ezen kommunista meggyőződése sem. Szerkesztőkorában, a 70-es évek elején 15 újságírót rúgott ki, mert azok nagyobb pluralitást követeltek a rovatban, ahol dolgozott. Antiszemitizmussal is megvádolták a Gázában tett látogatása után.
Életére, meggyőződésére nagy hatással volt gyerekkori élménye, amikor nagyapja kórházba szállítása előtt kiment a kertjébe és sírva, simogatva búcsúzott öreg gyümölcs- és olajfáitól, tudván, hogy nem látja őket többet.

## Stílusa
Jellemző műveire az esszéista stílus, gyakran elmélkedik, boncolgat, magyaráz, elidőzik az elbeszélés, a valószerűség és a történelem problémáinál. Regényeinek szövegét teletűzdeli a portugál történelmi tudatra és mentalitásra jellemző szövegrészletekkel, közmondásokkal, versekkel. Még a portugál kultúrában jártas olvasónak sincs könnyű dolga ezekkel a posztmodern átszövésekkel. Ugyanakkor karneváli hangulat uralja műveit, amelyet az elit- és a vulgáris kultúra mesteri keverésével ér el.

## Művei

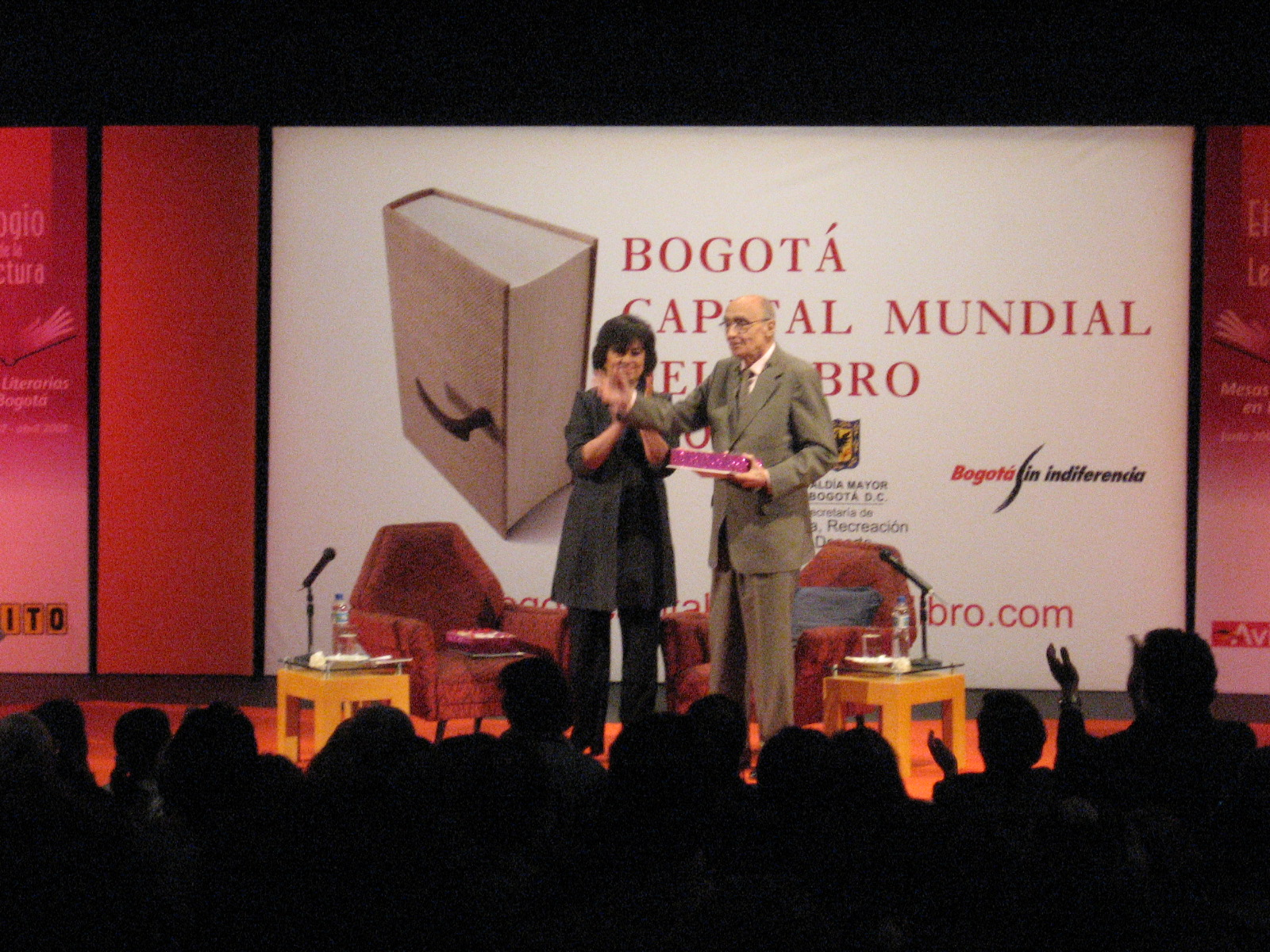
Jose Saramago a Nemzetközi Könyvvásáron 2007-ben Bogotában (Kolumbia)

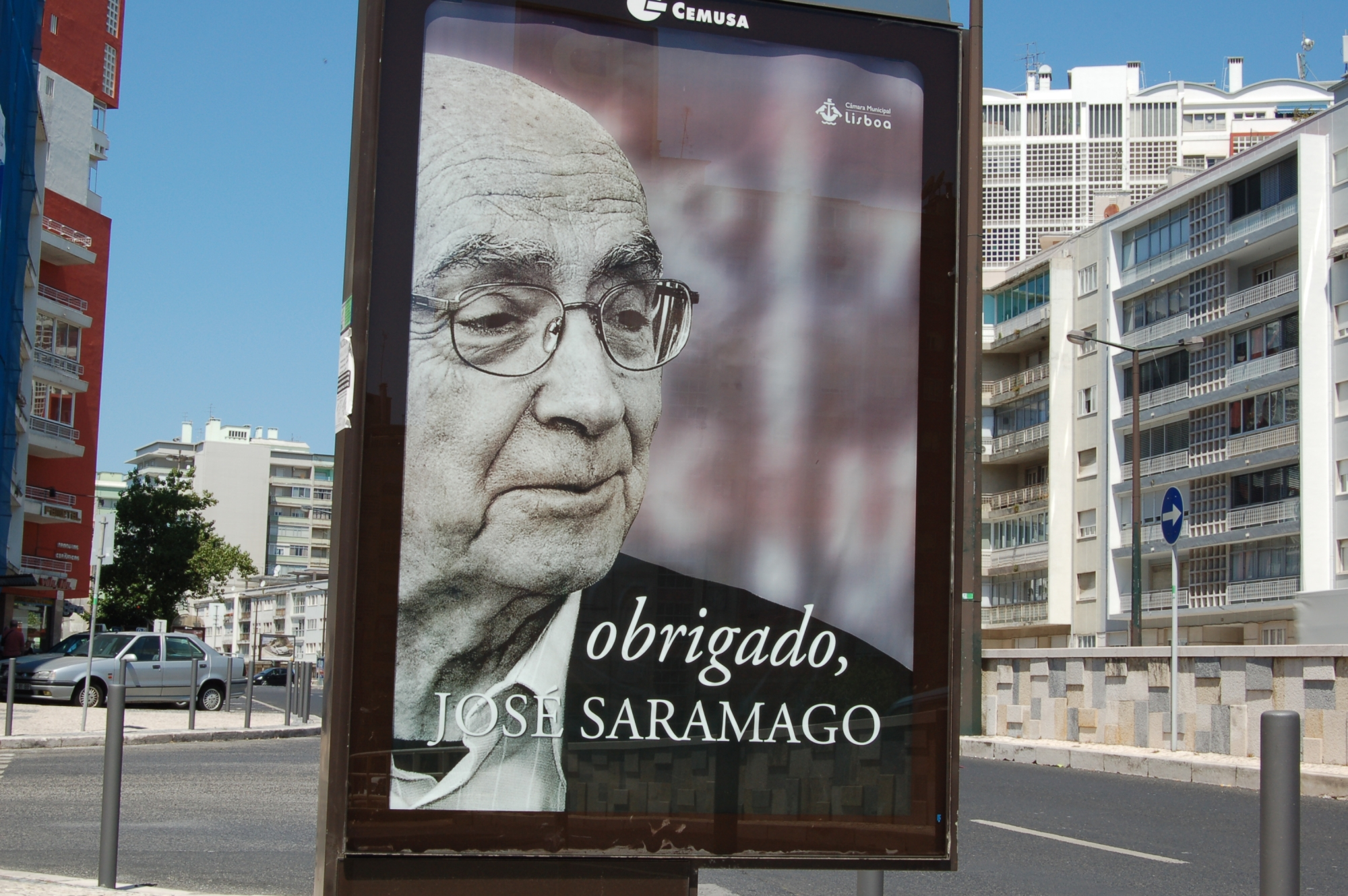
"Köszönjük, José Saramago", Lisszabon, 2010

- Valószínű versek (verseskötet, 1966)
- Valószínűleg boldogság (verseskötet, 1970)
- Erről a világról és a másikról (regény, 1971)
- Az utazó poggyásza (krónikák, cikkek, 1973)
- Az 1933-as esztendő (verseskötet, 1975)
- A feljegyzések (tanulmány, 1976)
- Festészeti és szépírási kézikönyv (regény, 1977)
- Csaknem tárgy (novellák, 1978)
- Az éjszaka (regény, 1979)
- Mit tegyek ezzel a könyvvel? (regény, 1980)
- A kolostor regénye (regény, 1982)
- Ricardo Reis halálának éve (regény, 1984)
- A kőtutaj (regény, 1986)
- Lisszabon ostromának históriája (regény, 1989)
- Jézus Krisztus evangéliuma (regény, 1991)
- Vakság (regény, 1995)
- Minden egyes név (regény, 1997)
- A barlang (regény, 2000)
- Az embermás (regény, 2002)
- Megvilágosodás (regény, 2004)
- Halálszünet (regény, 2005)
- Kicsi emlékek (regény, 2006)
- Az elefánt vándorútja (regény, 2008)
- Káin (regény, 2009)
- Alentejo. Egy évszázad regénye (regény, 2012)

## Magyarul
- Kőtutaj; ford. Székely Ervin; Magvető, Bp., 1989
- A kolostor regénye; ford. Lukács Laura; Európa, Bp., 1992 (Európa Zsebkönyvek)
- Ricardo Reis halálának éve; ford. Székely Ervin; Cédrus, Bp., 1993
- Lisszabon ostromának históriája; ford. Lukács Laura; Íbisz, Bp., 1997 (Portugál műhely)
- Vakság; ford. Pál Ferenc; Európa, Bp., 1998
- Minden egyes név; ford. Pál Ferenc; Európa, Bp., 1999
- Jézus Krisztus evangéliuma; ford. Pál Ferenc; Európa, Bp., 2000
- Az embermás; ford. Pál Ferenc; Európa, Bp., 2003
- Kőtutaj; ford. Székely Ervin; Új Palatinus Könyvesház, Bp., 2003
- Megvilágosodás; ford. Pál Ferenc; Európa, Bp., 2004
- A barlang; ford. Lukács Laura; Új Palatinus Könyvesház, Bp., 2006 (Nobel-díjasok Könyvtára)
- Halálszünet; ford. Pál Ferenc; Európa, Bp., 2007
- Kicsi emlékek; ford. Lukács Laura; Új Palatinus Könyvesház, Bp., 2008
- Az elefánt vándorútja; ford. Pál Ferenc; Európa, Bp., 2010
- Kőtutaj. Útban Haiti felé; ford. Székely Ervin; Európa, Bp., 2010
- Káin; ford. Pál Ferenc; Európa, Bp., 2011
- Alentejo. Egy évszázad regénye; ford. Pál Ferenc; Európa, Bp., 2012
- Tetőablak; ford. Pál Ferenc; Európa, Bp., 2013
- Festészeti és szépírási kézikönyv; ford. Pál Ferenc; Helikon, Bp., 2022

## Díjak (válogatás)
- Lisszabon Város Díja (1980)
- A portugáliai P.E.N. Club Díja (1984)
- A Portugál Írószövetség Nagydíja (1991)
- Camões-díj (1995)
- Irodalmi Nobel-díj (1998)